# 水谷尚
水谷 尚（みずたに しょう、1933年（昭和8年）7月10日 - 2013年（平成25年）10月13日）は、日本の政治家、愛知県津島市長（1期）、愛知県議会議員（2期）、津島市議会議員（5期）。

## 経歴
愛知県海部郡八開村（現・愛西市）出身。横浜市立大学商学部卒業。
津島市議会議員を5期務め、1991年（平成3年）4月の愛知県議会議員選挙に無所属で立候補し初当選した。1995年（平成7年）の県議選は自民党公認で立候補し再選。同年11月、藍綬褒章を受章。
1999年（平成11年）4月の県議選は、元津島市長の井桁克の息子の井桁亮に敗れ落選。同年11月末、津島市長の山田克己が翌年の市長選への不出馬を表明し、「後継指名はしない」と述べた。12月28日、水谷は記者会見を開き、同市長選へ立候補する意向を表明した。盟友同士でありながら無断で名乗りを上げたことが山田の怒りを買い、山田は元助役の杉山利雄に出馬要請した。
2000年（平成12年）2月27日に行われた津島市長選挙に自民党の推薦を受けて立候補。海部俊樹が推す元助役の椙村静雄、民主党の推薦と共産党の支持を受けた杉山ら新人の3人を破り初当選を果たした。
2002年（平成14年）4月、脳梗塞で入院。11月に公務復帰するが、12月9日、健康面で不安があるとして任期半ばでの辞職を表明。2003年（平成15年）4月30日付で辞職した。
2006年（平成18年）、旭日中綬章を受章。
2013年（平成25年）10月13日、肺がんのため死去。80歳没。